# Rhinella vellardi
Rhinella vellardi és una especie de gripau de la família dels bufònids. És endèmica del Perú. El seu hàbitat natural inclou montans secs, rius i aiguamolls. Va ser descrit amb el protònim Bufo spinulosus orientalis per Jean-Albert Vellard el 1959.
Viu al bosc sec de muntanya tipus matorral arbustivo. Se n'han trobat de dia a prop de rieres i rius. Probablement es reprodueix a l'aigua i requereix una bona qualitat d'aigua.

## Distribució
Només se'l coneix de la localitat tipus de la conca superior del Marañón, Cajamarca al nord del Perú.